# Adolf Welti
Adolf Welti (* 16. Oktober 1876 in Aarburg; † 16. September 1951 in Rheinfelden) war ein Schweizer Arzt und Politiker (SP). Von 1922 bis 1943 vertrat er den Kanton Aargau im Nationalrat.

## Biografie
Im Alter von zwölf Jahren wurde Welti Halbwaise, als sein Vater, der Apotheker Franz Welti, starb. Sein Bruder war Franz Welti. Er absolvierte das Gymnasium in Zürich und studierte anschliessend Medizin an den Universitäten Lausanne, Basel und Zürich. Nach mehrjähriger Tätigkeit als Assistenzarzt im Kantonsspital Olten eröffnete er in Möhlin eine eigene Arztpraxis. 1906 zog er nach Rheinfelden und gründete dort ein Kinderheim für Solbadkuren. Zwanzig Jahre lang war er im Regionalspital Rheinfelden tätig.
Welti war auch politisch tätig. Er trat der FDP bei, wo er dem linken, sozialliberalen Flügel angehörte. Die Folgen des Ersten Weltkriegs und insbesondere die aus seiner Sicht zu starke Verflechtung der Wirtschaft mit der Politik bewogen ihn dazu, aus der FDP auszutreten und sich stattdessen den Sozialdemokraten zuzuwenden. 1922 wurde er in den Nationalrat gewählt, dem er 19 Jahre lang angehörte. Von 1925 bis 1929 war er vorübergehend auch Mitglied des Grossen Rates. Er engagierte sich vor allem für die Verbesserung der Hygiene und die Bekämpfung der Tuberkulose.
In seiner Freizeit musizierte Welti und schrieb Gedichte. Er verfasste auch ein Sachbuch zur Solbadkur.